# Steve (Minecraft)
Steve é a principal skin do jogo Minecraft. Ele e Alex são os principais personagens padrões masculino e feminino, respectivamente. além de ser considerado amplamente o personagem mais famoso da história de Minecraft

## Descrição

### Visão geral
Steve é uma das duas skins padrão que está disponível para ser usado por todos os jogadores de Minecraft. A skin é a aparência visual do modelo de avatar que o jogador controla no mundo do jogo, podendo ser customizada e substituída por outras sem que isso afete a estrutura do jogo. Todos os NPCs hostis zumbis em Minecraft parecem vestir as mesmas roupas que Steve, mas nenhuma explicação oficial foi dada para isso.

### Outras aparições
Steve foi destaque em outros jogos eletrônicos fora de Minecraft. Ele aparece como um personagem jogável exclusivo na versão de PC de Super Meat Boy com o nome "Mr. Minecraft". A cabeça quadrada de Steve aparece como um cosmético desbloqueável em Borderlands 2 e Hybrid.
Steve também é apresentado como um personagem jogável em Super Smash Bros. Ultimate; seus trajes alternativos o transformam em Alex, bem como nos NPCs enderman e zumbi de Minecraft.
Steve amplamente se tornou um personagem reconhecido na indústria dos jogos eletrônicos após o sucesso comercial, crítico e de público de Minecraft. Considerado por alguns críticos como o mascote de toda a propriedade intelectual da franquia, sua imagem apareceu extensivamente em publicidades e mercadorias, incluindo roupas e itens colecionáveis. O personagem também inspirou uma série de mídias não oficiais e lendas urbanas, como a creepypasta Herobrine, que foi vastamente compartilhada nas comunidades da internet como um meme durante a década de 2010.

## Conceito edesign
Steve é apresentado como um personagem humano com formatos quadrados, o que é condizente ao estilo estético e artístico de Minecraft. Seu nome veio de uma piada interna de Persson, e logo foi oficializado na edição Bedrock Edition do jogo. O cavanhaque de Steve consiste em uma imagem de oito por oito pixels, ele possui um tom de pele levemente morena, usa uma camiseta de cor ciana, calça azul e um par de sapatos casuais acinzentados.
Apesar de seu nome e características masculinas, Persson afirmou que o gênero de Steve nunca teve a intenção de ser fixo; em 2012, ele explicou que os gráficos em bloco de Minecraft reforçaram inadvertidamente uma estética padrão "tradicionalmente masculina" para o jogo. Ele enfatizou que o Minecraft foi projetado para "ser um jogo sem um elemento de gênero" onde "gênero não existe", e que o modelo do personagem foi "destinado a representar um ser humano" sem gênero. Admitindo que limitar a opção de gênero apenas para masculino "é dizer a todos que este é um jogo apenas para meninos", Persson mencionou que uma vez tentou criar um modelo de personagem feminino adequado em Minecraft, mas disse que "os resultados foram extremamente sexistas".
Em 22 de agosto de 2014, a segunda skin padrão nomeada Alex foi adicionada gratuitamente para todos os jogadores de Minecraft nas plataformas Windows e macOS, e posteriormente aos consoles e dispositivos móveis. O formato de Alex é semelhante ao de Steve, mas com uma aparência feminina e tendo cabelos ruivos presos em um rabo de cavalo, braços mais estreitos e um tom de pele mais embranquiçado. Comentando sobre a reputação de Minecraft em representação de gênero em comparação com outros jogos da indústria a partir da década de 2010, Helen Chiang, chefe do estúdio da Microsoft responsável pela franquia Minecraft, explicou em uma entrevista de 2018 que para a empresa é importante alavancar o poder da franquia para subverter os estereótipos tradicionais de gênero. Ao apresentarem Alex e Steve como tendo capacidades e qualidades físicas idênticas, Chiang disse que isso reforça a posição do estúdio sobre a igualdade de gênero e seu compromisso com seus ideais.

## Recepção
Os críticos observaram que Steve alcançou um nível de reconhecimento e de impacto cultural viral fora do propósito original do personagem como uma skin padrão de Minecraft. Sendo o rosto da franquia em materiais promocionais e publicitários, alguns comentaristas consideram Steve o personagem mais próximo que Minecraft tem de um protagonista ou personagem principal; isso apesar do fato de sua existência não ser firmada por meio de uma história de fundo oficial ou diálogo no jogo. Em 2016, a equipe da Glixel classificou Steve como o 4.º personagem de jogo eletrônico mais icônico do século 21. Numa lista de 50 personagens icônicos dos jogos publicada pela GamesRadar+ em 2021, Rachel Weber considerou Steve o "símbolo duradouro" de Minecraft, e seu modelo de personagem uma das silhuetas mais instantaneamente reconhecíveis da cultura dos jogos eletrônicos.
Steve é objeto de várias teorias de fãs espalhadas pelas comunidades da internet. Uma delas alegou que ele é baseado em Tommy Vercetti, o protagonista de Grand Theft Auto: Vice City, devido à aparenta semelhança física entre os dois personagens. Essa teoria é baseada em uma postagem no Tumblr de Persson em 2009, em que ele enquando documentava seu progresso desenvolvendo o Minecraft, confirmou que usou inspirações da franquia Grand Theft Auto como base para seu trabalho. Em 2020, Persson negou publicamente nas mídias sociais, qualquer conexão tangível entre os dois personagens.
Outra teoria dos fãs, a creepypasta Herobrine, é considerado uma lenda urbana de terror notável na indústria dos jogos. Após a postagem anônima no 4chan, a creepypasta tornou-se o assunto de vários tópicos em fóruns da internet de Minecraft, bem como em vários vídeos gerados por usuários no YouTube que relatavam supostos avistamentos, muitas vezes acompanhados com um texto em vermelho e uma música tematicamente assustadora. A popularidade da creepypasta levou Herobrine a entrar numa pesquisa de 2013 dos "Top 50 Maiores Vilões dos Videojogos de Todos os Tempos" organizado pelo Guinness World Records. Como reconhecimento da lenda urbana, a equipe de desenvolvimento da Mojang quase sempre incluia o aviso "Removed Herobrine" ("Herobrine removido", em português) nas notas de patch lançadas para o jogo até 23 de junho de 2020.
Em essência, a creepypasta Herobrine não apenas se tornou uma história de terror convincente dentro da comunidade de jogos, mas também deixou uma marca duradoura nas atualizações de desenvolvimento do Minecraft e na forma como os jogadores se envolveram com o jogo. O entrelaçamento de narrativas geradas por jogadores com atualizações oficiais do jogo demonstrou a relação única e dinâmica entre os desenvolvedores de jogos e sua base de jogadores apaixonados. 